# Гура Солчи (Сучава)
Гура Солчи (рум. Gura Solcii) насеље је у Румунији у округу Сучава у општини Граничешти. Oпштина се налази на надморској висини од 306 m.

## Становништво
Према подацима из 2002. године у насељу је живело 745 становника, од којих су сви румунске националности.